# Oldřich Lipský
Oldřich Lipský (Pelhřimov, 4 luglio 1924 – Praga, 19 ottobre 1986) è stato un regista e sceneggiatore ceco.
Popolare cineasta in patria, era fratello dell'attore Lubomír Lipský.
Dopo aver studiato filosofia a Praga, cominciò a lavorare in teatro come attore e regista. Lavorò in seguito agli studi Barrandov, i più grandi della repubblica ceca e tra i più importanti in Europa. Esordì come regista cinematografico negli anni cinquanta. Nella sua carriera, diresse una trentina di pellicole, molte delle quali sono commedie o parodie.
Nel 1979 lo Stato gli conferì il titolo di Artista nazionale.

## Filmografia
- Lemonade Joe (Limonádový Joe) (1964)
- Happy End (1967)
- Zabil jsem Einsteina, panove (1970)
- Avventura al circo di Mosca (Cirkus v cirkuse) (1976)
- Nick Carter quel pazzo di detective americano (Adéla ještě nevečeřela) (1977)